# 大科別利亞喬克河
大科貝利亞喬克河（羅馬化：Velykyi Kobeliachok）是烏克蘭的河流，位於該國中部，屬於沃爾斯克拉河的支流，流經波爾塔瓦州，發源自蘇普羅蒂夫納巴爾卡以北，河道全長29公里，流域面積587平方公里。